# جون الكسندر فيرغسون
جون الكسندر فيرغسون (بالإنجليزية: Sir John Alexander Ferguson)‏ هو قاضي أسترالي، ولد في 15 ديسمبر 1881 في إنفركارجل في نيوزيلندا، وتوفي في 7 مايو 1969 في Roseville, New South Wales ‏ في أستراليا.